# جونیور مورائیس
جونیور مورائیس (انگلیسی: Júnior Morais؛ زادهٔ ۲۲ ژوئیهٔ ۱۹۸۶) بازیکن فوتبال اهل برزیل است.
از باشگاه‌هایی که در آن بازی کرده‌است می‌توان به باشگاه فوتبال استوا بخارست، باشگاه فوتبال غازی عینتاب‌اسپور، و باشگاه فوتبال آسترا جورجو اشاره کرد.